# مارک هندلی (دانشمند رایانه)
مارک هندلی (انگلیسی: Mark Handley؛ زادهٔ) دانشمند در زمینه نظریه شبکه است. هندلی از سال ۲۰۰۳ استاد سیستم‌های شبکه‌ای در گروه علوم رایانه کالج دانشگاهی لندن است، جایی که او گروه تحقیقاتی شبکه‌ها را رهبری می‌کند.
وی همچنین برندهٔ جوایزی همچون همکار انجمن سلطنتی شده‌است.

## تحصیلات
هندلی در سال ۱۹۹۷ دکترای خود را از کالج دانشگاهی لندن تحت نظارت جان کروکرافت دریافت کرد.

## حرفه
هندلی در حالی که در موسسه بین‌المللی علوم رایانه(ICSI) بود، مرکز تحقیقات اینترنت AT&T و همچنین پروژه روتر منبع باز XORP (2000) را تأسیس کرد. هندلی یکی از همکاران استانداردهای کارگروه مهندسی اینترنت (IETF) و یکی از اعضای اداره منطقه مسیریابی IETF و اداره منطقه حمل و نقل است.

## جوایز
هندلی در سال ۲۰۰۳ جایزه شایستگی پژوهشی ولفسون انجمن سلطنتی و در سال ۲۰۰۷ جایزه راجر نیدهام را دریافت کرد. او در سال ۲۰۱۲ جایزه اینترنت IEEE را برای «کمک به اینترنت چندپخشی، تلفن، کنترل ازدحام و شکل‌دهی استانداردهای اینترنت باز و سیستم‌های منبع باز در همه این حوزه‌ها» و جایزه SIGCOMM 2019 را "برای کمک‌های اساسی به چند رسانه‌ای اینترنت، چند پخشی، کنترل تراکم و شبکه‌های چند مسیری، و استانداردسازی پروتکل‌های اینترنت در این حوزه‌ها" دریافت کرد. 
هندلی در سال ۲۰۱۹ به دلیل مشارکت قابل توجه در بهبود دانش طبیعی به عنوان عضو انجمن سلطنتی (FRS) انتخاب شد.